# Saint-Marc-la-Lande
Saint-Marc-la-Lande és un municipi francès situat al departament de Deux-Sèvres i a la regió de la Nova Aquitània. L'any 2007 tenia 360 habitants.

## Demografia

### Població
El 2007 la població de fet de Saint-Marc-la-Lande era de 360 persones. Hi havia 122 famílies de les quals 24 eren unipersonals (4 homes vivint sols i 20 dones vivint soles), 51 parelles sense fills, 31 parelles amb fills i 16 famílies monoparentals amb fills.
La població ha evolucionat segons el següent gràfic:
Habitants censats

### Habitatges
El 2007 hi havia 146 habitatges, 125 eren l'habitatge principal de la família, 10 eren segones residències i 11 estaven desocupats. 145 eren cases i 1 era un apartament. Dels 125 habitatges principals, 83 estaven ocupats pels seus propietaris, 39 estaven llogats i ocupats pels llogaters i 2 estaven cedits a títol gratuït; 1 tenia una cambra, 10 en tenien dues, 34 en tenien tres, 34 en tenien quatre i 45 en tenien cinc o més. 101 habitatges disposaven pel capbaix d'una plaça de pàrquing. A 54 habitatges hi havia un automòbil i a 57 n'hi havia dos o més.

### Piràmide de població
La piràmide de població per edats i sexe el 2009 era:
| Homes | Edats   | Dones |
| ----- | ------- | ----- |
| 0     | 95 o +  | 0     |
| 12    | 90 a 94 | 8     |
| 4     | 85 a 89 | 20    |
| 16    | 80 a 84 | 12    |
| 12    | 75 a 79 | 8     |
| 20    | 70 a 74 | 8     |
| 4     | 65 a 69 | 8     |
| 12    | 60 a 64 | 8     |
| 0     | 55 a 59 | 4     |
| 24    | 50 a 54 | 12    |
| 0     | 45 a 49 | 16    |
| 12    | 40 a 44 | 8     |
| 0     | 35 a 39 | 4     |
| 4     | 30 a 34 | 0     |
| 8     | 25 a 29 | 12    |
| 12    | 20 a 24 | 4     |
| 24    | 15 a 19 | 4     |
| 4     | 10 a 14 | 12    |
| 0     | 5 a 9   | 4     |
| 4     | 0 a 4   | 4     |

## Economia
El 2007 la població en edat de treballar era de 166 persones, 136 eren actives i 30 eren inactives. De les 136 persones actives 130 estaven ocupades (67 homes i 63 dones) i 6 estaven aturades (2 homes i 4 dones). De les 30 persones inactives 14 estaven jubilades, 3 estaven estudiant i 13 estaven classificades com a «altres inactius».

### Ingressos
El 2009 a Saint-Marc-la-Lande hi havia 129 unitats fiscals que integraven 292 persones, la mediana anual d'ingressos fiscals per persona era de 15.121 €.

### Activitats econòmiques
Dels 11 establiments que hi havia el 2007, 1 era d'una empresa extractiva, 1 d'una empresa de construcció, 1 d'una empresa de comerç i reparació d'automòbils, 2 d'empreses de transport, 1 d'una empresa de serveis, 4 d'entitats de l'administració pública i 1 d'una empresa classificada com a «altres activitats de serveis».
L'únic servei als particulars que hi havia el 2009 era un paleta.
L'any 2000 a Saint-Marc-la-Lande hi havia 18 explotacions agrícoles que ocupaven un total de 816 hectàrees.

## Equipaments sanitaris i escolars
El 2009 hi havia una escola elemental.

## Poblacions més properes
El següent diagrama mostra les poblacions més properes.